# The Duff
The Duff (estilizado como DUFF) é um filme americano de comédia adolescente de 2015, dirigido por Ari Sandel e escrito por Josh A. Cagan, baseado no romance de mesmo nome por Kody Keplinger. As estrelas de cinema Mae Whitman, Robbie Amell, Bella Thorne, Bianca A. Santos, Skyler Samuels, Allison Janney, e Ken Jeong. O filme foi lançado em 20 de fevereiro de 2015, pela Lionsgate e CBS Films. É o primeiro filme para o qual Lionsgate assumiu as funções de distribuição da CBS Films.

## Enredo
A Duff é uma história sobre Bianca Piper (Mae Whitman), uma adolescente inteligente nos subúrbios de Atlanta que não segue totalmente os padrões. Bianca está desfrutando de seu último ano do ensino médio com duas amigas íntimas Jess (Skyler Samuels) e Casey (Bianca Santos), que são significativamente mais populares do que ela. Ela é também vizinha e amiga de infância de Wesley Rush "Wes" (Robbie Amell), uma estrela no time de futebol da escola. Ela tem uma queda por Toby Tucker (Nick Eversman), que toca violão, e relutantemente vai a uma festa promovida por média-girl Madison Morgan (Bella Thorne), na esperança de falar com ele. A festa acaba por ser um desastre para ela, pois é lá que Wes revela a ela que ela é a "DUFF" de seu grupo de amigos, a "Designated Ugly Fat Friend." O DUFF não precisa ser realmente feio ou gordo, ele explica, é apenas a pessoa num grupo social que é menos popular e mais acessível do que os outros no grupo. Pessoas exploram o DUFF para chegar às pessoas populares, são usados como os porteiros. Bianca fica devastada, mas ela logo percebe que Wes está certo. Os estudantes em sua escola são apenas interessado nela como uma maneira de obter a Jess e Casey. Ela descarrega sua raiva para fora em Jess e Casey e retira-as dos amigos em redes sociais e em pessoa. Bianca depois ouve Wes e seu professor de ciências (Chris Wylde) falando, onde seu professor diz que a menos que Wes passe a médio prazo, ele está fora do time de futebol, o que pode custar-lhe a bolsa de futebol. Desesperada para mudar sua posição social, e ir a um encontro com Toby, ela faz um acordo com Wes, onde ela irá ajudá-lo a passar a ciências se ele a aconselhar sobre como parar de ser um DUFF. Eles têm um tempo divertido em um shopping, onde Wes a ajuda a tentar fazer uma "reforma" através da compra de roupas novas. Este sai pela culatra quando uma amiga de Madison grava Bianca a brincar com as suas roupas novas e a fingir que um manequim é o Toby. Elas criam um vídeo ridicularizando Bianca e postam-no online para toda a escola gozar com ela. Também fica claro que Madison -a-TV realidade wannabe- sente-se possessiva de Wes e que Madison é muito mais bonita que Bianca.Wes aconselha-a a não deixar que o vídeo a destrua. Em vez disso, ele aconselha que ela ter orgulho nele e apenas ser aberta com Toby, falando diretamente com ele e pedir-lhe para saírem juntos. Quando Bianca vê Toby na escola ela convida-o para sair e, para sua surpresa, ele aceita. Bianca leva Wes para seu lugar favorito na floresta, sua "Rocha de Pensar", para planejar uma estratégia para o encontro. Eles beijam-se, mas brincam com isso e fingem que não quer dizer nada, apenas fingem que foi mais um treino de Wes. No encontro de Bianca e Toby em sua casa, ela descobre que está sendo usada de "DUFF" por ele, com o fim de se conectar com Jess e Casey. Ela confronta-o, sublinhando o "pedaço de m*rda" rasa e superficial que ele realmente é e sai de casa dele em lágrimas. E é neste momento quue ela percebe o que realmente sente por Wes. Buscando Wes para falar com ele sobre o encontro, ela o encontra junto à Rocha de Pensar beijando Madison. Irritada com Toby e Wes, ela se reúne com suas amigas, Jess e Casey, que sempre foram verdadeiras amigas para ela e que, juntamente com sua mãe compreendedora (Allison Janney), a convencem a ir ao baile com elas, num projeto onde elas juntaram elementos, incorporando de seu guarda-roupa anterior, como suas camisas de flanela. No baile, Bianca diz à Madison, essencialmente, que todos nós somos Duffs que devem ser fiéis às nossas próprias identidades. Madison é coroada rainha do baile e Wes é coroado rei, mas ele vai atrás da Bianca, e beija Bianca à frente da escola toda. Jess e Casey, por sua vez vão falar com Toby apenas para deixá-lo saber que ele nunca terá uma chance com qualquer um deles devido à forma como ele usou sua amiga Bianca. No final, seu artigo sobre o Baile é um sucesso com os alunos e Bianca entra na Northwestern University, enquanto Wesley vai para uma Universidade no estado de Ohio.

## Elenco
- Mae Whitman como Bianca Piper
- Robbie Amell como Wesley Rush
- Bella Thorne como Madison Morgan
- Bianca Santos como Casey Cordero
- Skyler Samuels como Jess Harris
- Romany Malco como diretor Buchanan
- Ken Jeong como Sr. Arthur
- Allison Janney como Dottie Piper
- Nick Eversman como Toby Tucker
- Chris Wylde como Sr. Fillmore
- Rebecca Weil como Caitlyn
- Erick Chavarria como Sr. Gomez
- J.J. Green como Trevor
- Murielle Telio como Mariah
- Mahaley Manning como Kara
- Demetrius Bridges como Jarrett
- Danielle Sherrick como Carrie Wescovich
- Danielle Lyn como Maya

## Produção
Em novembro de 2011, a CBS Films adquiriu os direitos para o romance de mesmo nome por Kody Keplinger.

## Moldagem
Em 09 de abril de 2014, Mae Whitman foi escalado para a liderança. Em 30 de abril de 2014, Bella Thorne se juntou ao elenco. Em 12 de maio de 2014, Ken Jeong se juntou ao elenco. Em 22 de maio de 2014, Skyler Samuels entrou para o elenco. Em 27 de maio de 2014, Robbie Amell e Bianca Santos entrou para o elenco. Em 10 de junho de 2014, Allison Janney se juntou ao elenco.

## Filmagem
A fotografia principal começou em junho de 2014, e terminou em 09 de julho de 2014.

## Trilha Sonora
A trilha sonora cinematográfica oficial do The Duff foi lançado digitalmente em 17 de fevereiro de 2015 pela Island Records.
| No.                   | Title                            | Artist(s)                            | Length |
| --------------------- | -------------------------------- | ------------------------------------ | ------ |
| 1.                    | Made in Gold                     | Nova Rockefeller                     | 3:36   |
| 2.                    | Jealous (The Rooftop Boys Remix) | Nick Jonas                           | 4:13   |
| 3.                    | How Come You Don't Want Me       | Tegan and Sara                       | 2:51   |
| 4.                    | Favorite Record                  | Fall Out Boy                         | 3:23   |
| 5.                    | All Night                        | Icona Pop                            | 3:07   |
| 6.                    | Somebody to You                  | The Vamps                            | 3:02   |
| 7.                    | Nothing Left to Lose             | Kari Kimmel                          | 3:36   |
| 8.                    | Heavy Mood                       | Tilly and the Wall                   | 3:12   |
| 9.                    | Sexy Silk                        | Jessie J                             | 2:40   |
| 10.                   | Kill the Band                    | Junkie XL featuring Joost van Bellen | 4:59   |
| 11.                   | I Own It                         | Nacey featuring Angel Haze           | 3:08   |
| 12.                   | #Selfie                          | The Chainsmokers                     | 3:04   |
| Total de Comprimento: | Total de Comprimento:            | Total de Comprimento:                | 40:58  |